# Dashiell Hammett Prize
El Dashiell Hammett Prize es un premio literario concedido anualmente desde 1991 por la sección de Norteamérica de la International Association of Crime Writers (Asociación Internacional de Escritores de Crimen). Se otorga a la que se considera mejor novela del año, en el terreno criminal, detectivesco, policial o negro escrita por un autor canadiense o estadounidense.
El nombre del premio es un homenaje a Dashiell Hammett, famoso escritor de novela negra.

## Ganadores del premio
| Año                                     | Autor                  | Título original            | Título traducido            | Publicación                                 |
| --------------------------------------- | ---------------------- | -------------------------- | --------------------------- | ------------------------------------------- |
| 1991                                    | Elmore Leonard         | Maximum Bob                | El juez                     | Javier Vergara, 1993 ISBN 978-950-151287-8  |
| 1992                                    | Alice Hoffman          | Turtle Moon                | La luna de las tortugas     | Espasa, 1994 ISBN 978-84-239-7909-7         |
| 1993                                    | James Crumley          | The Mexican Tree Duck      | El pato mexicano            | RBA, 2013 ISBN 978-84-9006-499-3            |
| 1994                                    | James Lee Burke        | Dixie City Jam             |                             |                                             |
| 1995                                    | Mary Willis Walker     | Under the Beetle's Cellar  | El sótano del terror        | Grijalbo, 1997 ISBN 978-84-253-3099-5       |
| 1996                                    | Martin Cruz Smith      | Rose                       | Rose                        | Planeta, 1998 ISBN 978-84-08-02445-3        |
| 1997                                    | William Deverell       | Trial of Passion           |                             |                                             |
| 1998                                    | William Hoffman        | Tidewater Blood            |                             |                                             |
| 1999                                    | Martin Cruz Smith      | Havana Bay                 | Bahía de la Habana          | Planeta, 2000 ISBN 978-84-08-03446-9        |
| 2000                                    | Margaret Atwood        | The Blind Assassin         | El asesino ciego            | Ediciones B, 2001 ISBN 978-84-666-0246-4    |
| 2001                                    | Alan Furst             | Kingdom of Shadows         | Reino de sombras            | Umbriel, 2002 ISBN 978-84-95618-18-4        |
| 2002                                    | Owen Parry             | Honor's Kingdom            |                             |                                             |
| 2003                                    | Carol Goodman          | The Seduction of Water     |                             |                                             |
| 2004                                    | Chuck Hogan            | Prince of Thieves: A Novel |                             |                                             |
| 2005                                    | Joseph Kanon           | Alibi                      |                             |                                             |
| 2006                                    | Dan Fesperman          | The Prisoner of Guantánamo | El prisionero de Guantánamo | RBA, 2008 ISBN 978-84-9867-184-1            |
| 2007                                    | Gil Adamson            | The Outlander              |                             |                                             |
| 2008                                    | George Pelecanos       | The Turnaround             | Sin retorno                 | Ediciones B, 2010 ISBN 978-84-666-4336-8    |
| 2009                                    | Jedediah Berry         | The Manual of Detection    | El manual de detección      | Duomo, 2010 ISBN 978-84-92723-32-4          |
| 2010                                    | Olen Steinhauer        | The Nearest Exit           | La salida más cercana       | RBA, 2013 ISBN 978-84-9006-670-6            |
| 2011                                    | James Sallis           | The Killer is Dying        | La agonía del asesino       | RBA, 2014 ISBN 978-84-9056-235-2            |
| 2012                                    | Howard Owen            | Oregon Hill                |                             |                                             |
| 2013                                    | Richard Lange          | Angel Baby                 |                             |                                             |
| 2014                                    | Stephen King           | Mr. Mercedes               | Mr. Mercedes                | Plaza & Janés, 2014 ISBN 978-84-01-34311-7  |
| 2015                                    | Lisa Sandlin           | The Do-Right               |                             |                                             |
| 2016                                    | Domenic Stansberry     | The White Devil            |                             |                                             |
| 2017                                    | Stephen Mack Jones     | August Snow                |                             |                                             |
| 2018                                    | Lou Berney             | November Road              | Carreteras de otoño         | Harper Collins, 2019 ISBN 978-84-9139-348-1 |
| 2019                                    | Jane Stanton Hitchcock | Bluff                      |                             |                                             |
| 2020                                    | David Joy              | When These Mountains Burn  | Montañas en llamas          | RBA, 2022 ISBN 978-84-9187-317-4            |
| 2021                                    | S. A. Cosby            | Razorblade Tears           | Lágrimas como navajas       | Trini Vergara, 2023 ISBN 978-84-18711-90-9  |
| 2022                                    | Samantha Jayne Allen   | Pay Dirt Road              |                             |                                             |
| 2023                                    | Colson Whitehead       | Crook Manifesto            |                             |                                             |
| Fuentes: Página web oficial del premio. |                        |                            |                             |                                             |